# Z. Soós István
Z. Soós István (Nagykanizsa, 1900. augusztus 3. – Kaposvár, 2002. január 26.) festő, grafikus, rajztanár.

## Pályafutása
1918-ban került Kaposvárra. 1920 és 1925 között a Magyar Iparművészeti Főiskola grafikai szakán tanult, mestere Glatz Oszkár volt. 1934-ben és 1938-ban Itáliában járt tanulmányúton a barokk és reneszánsz falfestészet tanulmányozása céljából. Ezt követően 1938-ban és 1939-ben a Sárvári Szt. László templom freskóit és teljes belső festését saját tervei alapján festette meg. A toponári templomban 1937-ben Dorfmeister István, majd Székesfehérváron 1953-ban Aba Novák Vilmos freskóit restaurálta. 1996-ban Nagykanizsa díszpolgára lett.

## Díjak, elismerések
- 1938: városi arany-plakett, Kaposvár
- 1999: A Magyar Köztársasági Érdemrend tisztikeresztje

## Egyéni kiállítások
- 1927 • Kaposvár
- 1970 • Műcsarnok, Budapest
- 1971 • Rippl-Rónai József Múzeum, Kaposvár
- 1974 • Megyei Könyvtár, Kaposvár
- 1978 • Somogyi Képtár, Kaposvár (gyűjt., kat.)
- 1997-től • Kis kastély, Nagykanizsa (állandó kiállítás).

## Válogatott csoportos kiállítások
- 1954 • Vidéken élő képzőművészek kiállítása, Ernst Múzeum, Budapest
- 1955 • Vidéken élő képzőművészek kiállítása, Műcsarnok, Budapest
- 1959 • Balatoni kiállítás, Siófok.

## Művek közgyűjteményekben
Rippl-Rónai József Múzeum, Kaposvár • Művelődési Központ, Nagykanizsa